# Киреев, Денис Борисович
Дени́с Бори́сович Кире́ев (1 января 1977, Киев — 5 марта 2022, Киев) — украинский эксперт банковского сектора и разведчик.
Работал с рядом международных организаций (таких как Citibank, Credit Lyonnais, ING, Rabobank), специализировался на управлении Private equity Fund и Fixed income Fund. Первый заместитель председателя правления АО Ощадбанк (2010—2014). Неофициальный член первой делегации по переговорам Украины с Россией. Будучи разведчиком, якобы помог предотвратить сдачу Киева после начала российского вторжения.
Был убит СБУ в Киеве 5 марта 2022 года.

## Биография
Денис Борисович Киреев родился 1 января 1977 года в Киеве. Сначала окончил Технический лицей Киевского политехнического института, затем «Киевский политехнический институт» по специальности «Менеджмент и маркетинг». Впоследствии продолжил учиться в Институте повышения квалификации и переподготовки кадров МППУ по специальности «Финансы», а затем окончил Банковский институт UNICO в Амстердаме.
С 2000 года работал менеджером департамента валютно-финансовых операций в банке «Креди Лионе Украина», с 2002 года — в «Ситибанк Украина» главным менеджером управления корпоративного бизнеса. С 2004 по 2006 год был главным менеджером управления корпоративного финансирования в ING Bank Ukraine. С 2006 по 2008 год был заместителем генерального директора в «СКМ Финанс». Также являлся членом совета директоров австрийской компании GROUP SLAV AG. С 2006 по 2012 год по квоте Верховной Рады входил в состав наблюдательного совета «Укрэксимбанка».
С 2010 по 2014 год работал первым заместителем председателя правления АО «Ощадбанк». В марте 2016 года тогдашний глава «Ощадбанка» Андрей Пышный обвинил Дениса Киреева в совершении финансового мошенничества и причинении убытков «Ощадбанку».
Дружил с вице-премьер-министром Украины Андреем Клюевым, главой СБУ Иваном Бакановым.

## Роль перед российским вторжением на территорию Украины
13 февраля 2022 года в СМИ появилась информация, что Киреева подозревают в работе на спецслужбы РФ под псевдонимом «Хороший». Тем не менее, он попал в первую делегацию по переговорам с Россией, после того как та вторглась на Украину. Примечательно, что в офисе президента Киреев не был заявлен как участник переговоров, между тем он есть на фото и видео переговоров, где он сидит на стороне Украины. Это породило различные предположения о роли Киреева.
В действительности весной 2021 года, когда российские войска начали концентрироваться по периметру украинской границы, начальник Главного управления разведки Министерства обороны Украины Кирилл Буданов предложил увлечённому темой шпионажа Кирееву, работать на украинскую военную разведку. Фигура крупного банкира привлекла Буданова, как он сам объяснил американской газете, широким кругом знакомств с влиятельными российскими чиновниками и сотрудниками спецслужб РФ, связи с которыми сформировались у Киреева на почве регулярных финансовых операций. Предложение ГУР Киреев принял, после чего стал регулярно ездить в Россию и получать там обширную информацию о военно-политической ситуации, прежде всего о планах предстоящего вторжения. По словам Буданова, об этих планах Киреев узнал к осени 2021 года и первым проинформировал власти Украины.
В июле 2020 года против Киреева было открыто уголовное производство за работу на российские спецслужбы. Как выяснилось после гибели Киреева, это произошло из-за «неразберихи» между украинскими спецслужбами — СБУ подозревала банкира в государственной измене, однако не была в курсе, что ГУР уполномочило Киреева поддерживать неформальные контакты с российской разведкой.
Как пишет издание WSJ со ссылкой на мнение генерала Буданова, оказалось, что Киреев помог отстоять Украине столицу, благодаря ему разведданные и информация про готовящееся вторжение России и про первоочередной захват аэродрома Гостомель близ Киева, полученная им через свои связи, своевременно поступила в ГУР.

## Смерть
Денис Киреев убит в Киеве 5 марта 2022 года. Главное управление разведки Министерства обороны Украины сообщило, что Киреев (наряду с Валерием Чибинеевым), будучи их сотрудником, погиб при выполнении «специального задания».
The Wall Street Journal со ссылкой на главу ГУР МО Украины Кирилла Буданова, сообщил, что в ночь перед убийством Кирееву позвонили из офиса Александра Поклада, начальника контрразведки СБУ и сообщили, что тот хочет встретиться. Киреев отправился на вокзал со своей личной охраной и агентами военной разведки для поездки в Беларусь на переговоры с Россией. По словам сотрудников охраны, он их предупредил, что его могут арестовать и попросил не вмешиваться. Задержание произошло в центре Киева возле Софийского собора, в нем участвовали агенты СБУ на нескольких микроавтобусах. Они приказали сопровождавшим Киреева сдать оружие, погрузили его в микроавтобус и увезли, оставив охрану лежать на улице. Примерно через 1,5 часа сотрудников военной разведки пригласили к осмотру трупа Киреева, который был убит выстрелом в затылок. Затем Киреев был похоронен с воинскими почестями на Байковом кладбище в Киеве, среди могил украинских героев.
В январе 2023 года советник главы офиса президента Украины Михаил Подоляк рассказал, что убийство Дениса Киреева произошло из-за отсутствия координации между ГУР и СБУ. Он не являлся агентом России.
По данным Кирилла Буданова, Киреев занимался тем, что затягивал переговорный процесс, тем самым давая время ВСУ. Буданов считает, что те, кто причастны к его убийству, не хотят победы Украины.

## Семья
Был женат, осталось трое детей.